# ASC 09 Dortmund
Der ASC 09 Dortmund (offiziell: ASC 09 Dortmund – Sport-Club Aplerbeck 09 e. V.) ist ein Sportverein aus dem Dortmunder Stadtteil Aplerbeck. Der Verein wurde im Jahre 1909 als SC Aplerbeck 09 gegründet und trägt seit dem Jahre 2006 seinen heutigen Namen. Die Vereinsfarben sind blau und weiß. Der ASC 09 Dortmund hat (Stand: 2021) 2000 Mitglieder in elf Abteilungen und ist damit der drittgrößte Sportverein der Stadt. Die Basketballmannschaft spielte sechs Jahre in der 2. Bundesliga. Die Fußballmannschaft stieg 2014 in die fünftklassige Oberliga Westfalen auf. Die Handballmannschaft der Frauen spielte in der 3. Liga.

## Basketball

### Geschichte
Die Basketballabteilung des ASC 09 wurde im September 1962 gegründet. Zwanzig Jahre später gelang der Männermannschaft der Aufstieg in die 2. Bundesliga Nord, wo das Team gleich in der Aufstiegssaison 1982/83 mit Rang sechs den größten sportlichen Erfolg erzielte. Ein Jahr später stiegen die Aplerbecker als abgeschlagener Tabellenletzter wieder ab. Der Wiederaufstieg gelang erst im Jahre 1989 unter Trainer Volker Aßhoff. Der ASC konnte allerdings nur kurzzeitig die lokale Vorherrschaft im Basketball erringen, denn schon im Jahre 1990 stieg der Lokalrivale SVD 49 Dortmund in die 2. Bundesliga Nord auf und schaffte zwei Jahre später den Aufstieg in die Bundesliga. In der folgenden Saison 1992/93 stiegen die ASC-Korbjäger aus der 2. Bundesliga ab.
Heute spielt sowohl die erste Männer- als auch die erste Frauenmannschaft in der Oberliga Westfalen. Im Juni 2013 schloss sich die Basketballabteilung der CVJM Berghofen den Basketballern des ASC 09 Dortmund an. Heimspielstätte ist die Sporthalle der Albrecht-Dürer-Realschule. Die Ü-40-Frauenmannschaft, die eine Spielgemeinschaft mit den VfL AstroStars Bochum bildet, wurde von 2010 bis 2012 dreimal in Folge Deutscher Meister.

### Persönlichkeiten

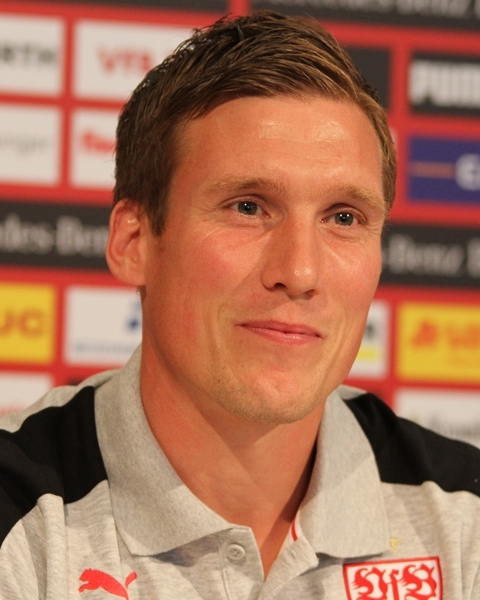
Hannes Wolf

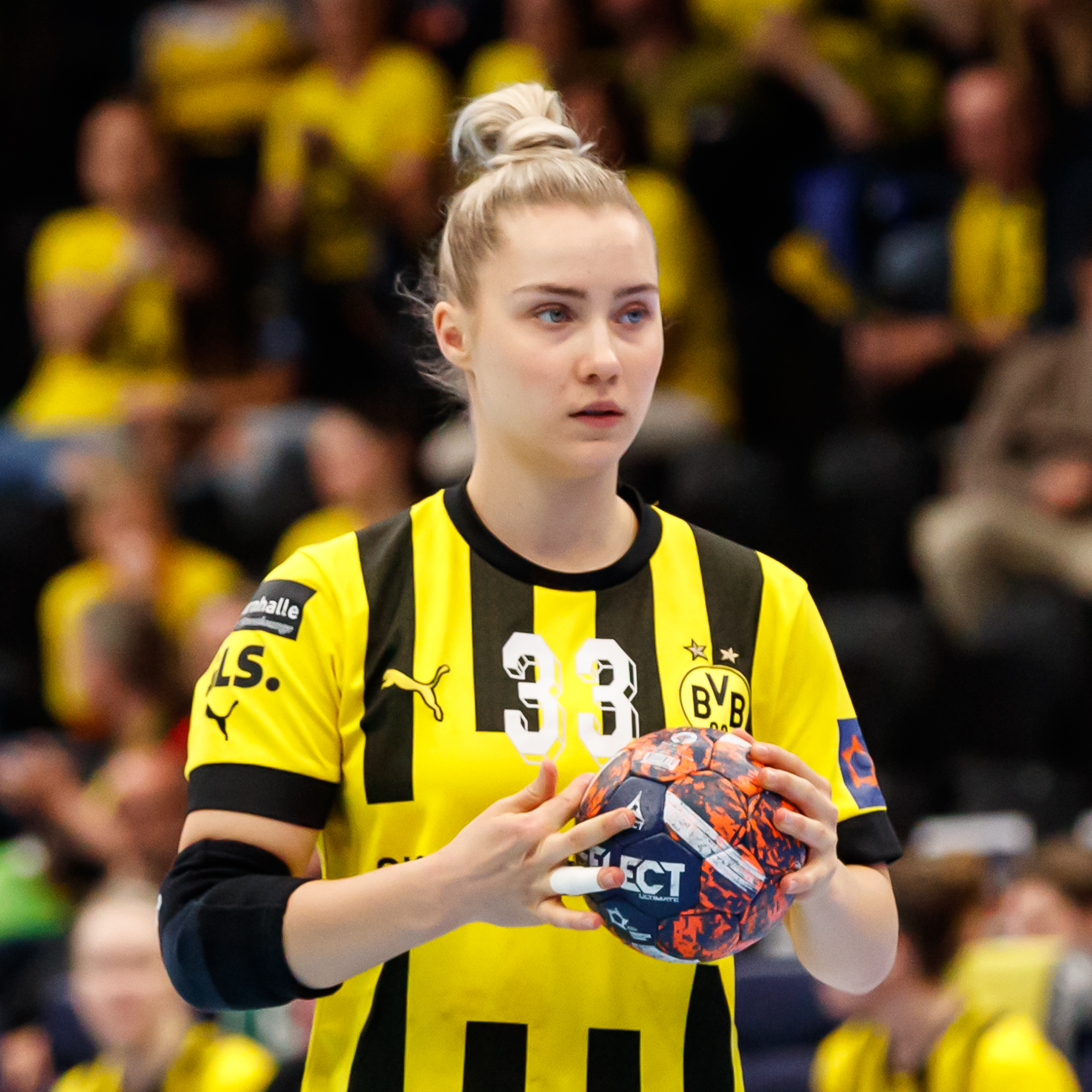
Lena Hausherr

- Volker Aßhoff
- Maike Großmann
- Stefanie Kürpick
- Gabriela Mrohs-Czerkawski
- Manfred Pelzer

## Fußball

### Geschichte
Die Fußballer des ASC spielten jahrzehntelang auf lokaler Ebene. Lediglich von 1968 bis 1970 gab die Mannschaft ein kurzes Gastspiel in der seinerzeit viertklassigen Landesliga Westfalen, rutschten danach aber bis in die Kreisliga A hinab. Im Jahre 2003 stieg die Mannschaft erneut in die Landesliga auf. Drei Jahre später folgte der Abstieg, nachdem der ASC am letzten Spieltag beim direkten Konkurrenten SSV Südfeldmark mit 2:3 verlor. In der folgenden Spielzeit 2006/07 gelang der direkte Wiederaufstieg, dem ein Jahr später unter Spielertrainer Hannes Wolf der Durchmarsch in die Verbandsliga Westfalen folgte. Gleich in der Aufstiegssaison 2008/09 wurden die Aplerbecker Dritter hinter der TSG Sprockhövel und dem DSC Wanne-Eickel. In den folgenden Jahren konnte sich die Mannschaft im Mittelfeld der seit 2008 Westfalenliga genannten Spielklasse etablieren.
2014 gelang der Aufstieg in die Oberliga Westfalen. Am letzten Spieltag schlug der ASC den Lokalrivalen FC Brünninghausen, während Konkurrent 1. FC Kaan-Marienborn gleichzeitig nur 0:0 beim SV Holzwickede spielte. Drei Jahre später erreichten die Dortmunder nur aufgrund der besseren Tordifferenz gegenüber dem SuS Neuenkirchen und dem SC Roland Beckum den Klassenerhalt. Der ASC 09 startete in die folgende Saison 2017/18 als Abstiegskandidat, wurde aber zur Überraschungsmannschaft und ging als Tabellenzweiter in die Winterpause. Doch die Dortmunder hatten Pech. Am letzten Spieltag waren die Aplerbecker als Tabellenführer spielfrei, so dass sowohl der SV Lippstadt 08 als auch der 1. FC Kaan-Marienborn vorbeiziehen konnten. Großen Anteil am Aufschwung hatten die Torjäger Maxi Podehl und Kevin Brümmer, die 22 bzw. 19 Tore erzielten.
In der folgenden Saison 2018/19 wurde der ASC 09 erneut Dritter. Die Aplerbecker erreichten in der Saison 2022/23 erstmals das Halbfinale des Westfalenpokals, unterlag dort allerdings im eigenen Stadion dem FC Gütersloh mit 0:1.

### Persönlichkeiten
- Francis Bugri
- Markus Dworrak
- Marcel Großkreutz
- Denis Omerbegović
- Jörg Sauerland
- Thorsten Schmugge
- Sebastian Tiszai
- Helmut Witte
- Hannes Wolf

### Erfolge
- Meister der Westfalenliga 2: 2014
- Meister der Landesliga Westfalen 3: 2008

### Stadion
Heimspielstätte des ASC 09 Dortmund ist seit 1925 das Aplerbecker Waldstadion. Seit 2020 trägt die Spielstätte den Namen Urlaubsguru-Stadion. Das Stadion hat eine Kapazität von 2000 Zuschauern und ist ein reines Fußballstadion ohne Laufbahn. Auf der Haupttribüne befinden sich 250 Sitzplätze. Zwischen 1991 und 1997 spielte der VfR Sölde seine Heimspiele in der Oberliga Westfalen im Aplerbecker Waldstadion, da Söldes eigenes Stadion, der Sportpark Rosengarten, nicht oberligatauglich war. Nach dem Aufstieg der Fußballerinnen der SpVg Berghofen in die 2. Bundesliga wurden die Heimspiele der Saison 2020/21 im Aplerbecker Waldstadion ausgetragen.

## Handball

### Frauen
Die Handballerinnen des ASC 09 Dortmund spielten ab dem Jahre 2011 in der viertklassigen Oberliga Westfalen. Zwei Jahre später wurde die Mannschaft Vizemeister hinter dem TSV Hahlen. 2014 gewann die Mannschaft die Westfalenmeisterschaft mit sieben Punkten Vorsprung auf den TV Verl und stieg in die 3. Liga West auf. Bereits drei Spieltage vor Saisonende konnten die Dortmunderinnen im direkten Duell den Aufstieg sicherstellen. Darüber hinaus qualifizierte sich die Mannschaft erstmals für den DHB-Pokal der Frauen, wo die ASC-Handballerinnen in der ersten Runde bei der HSG Menden-Lendringsen antreten mussten. Das Spiel beim Oberligisten verloren die Dortmunderinnen deutlich mit 25:37. In der 3. Liga West mussten die Dortmunderinnen nach nur einem Jahr als Drittletzter wieder absteigen. Zwei Punkte fehlten am Saisonende auf die TSG Ober-Eschbach. 2019 wurde der ASC 09 Vizemeister der Oberliga hinter dem Königsborner SV.
In der Saison 2019/20 belegte die von Tobias Genau trainierte Mannschaft den dritten Platz, ehe die Saison aufgrund der Corona-Pandemie abgebrochen wurde. Durch die vom HV Westfalen erarbeitete Quotenregelung wurde dem Team eine Wildcard zum Aufstieg ermöglicht. Nachdem Rückzug des HC Rödertal II konnte die Mannschaft zum zweiten Mal nach 2014 wieder in die 3. Liga aufsteigen. Nach dieser Saison verließ Tobias Genau die Mannschaft und schloss sich dem Verbandsligaaufsteiger HVE Villigst-Ergste an. Nach einer erfolglosen Abstiegsrunde musste man nach der Saison 2021/22 wieder absteigen. Drei Jahre später sicherten sich die Dortmunderinnen die Meisterschaft der Regionalliga Westfalen.

### Halle und weitere Mannschaften
Heimspielstätte ist die Sporthalle Aplerbeck 1 neben der Albrecht-Dürer-Realschule. Mit über 30 Mannschaften stellt der ASC 09 die größte Handballabteilung Dortmunds. Die erste Männermannschaft tritt seit dem Abstieg im Jahre 2013 in der Bezirksliga an. Nach drei Jahren wurde der Wiederaufstieg in die Landesliga ohne eine einzige Niederlage geschafft. Die männliche B-Jugend des ASC qualifizierte sich im Jahre 2008 für die Endrunde um die deutsche Meisterschaft, scheiterte aber bereits in der ersten Runde an der HG Oftersheim/Schwetzingen. Zwei Jahre später erreichte die weibliche A-Jugend die Endrunde um die deutsche Meisterschaft und scheiterte in der ersten Runde an der SG Oeversee-Jarplund-Weding.

### Persönlichkeiten
- Lena Hausherr
- Julia Huppertz
- Lukas Kister

### Erfolge
- Teilnahme am DHB-Pokal der Frauen: 2014/15, 2022/23
- Aufstieg in die 3. Liga: 2014, 2020
- Meister der Ober- bzw. Regionalliga Westfalen: 2014, 2025

## Leichtathletik
Der Hammerwerfer Karsten Kobs wurde 2007 Zweiter und 2008 Dritter bei der deutschen Meisterschaften. Renate Schubert wurde bei den deutschen Meisterschaften 1964 Vierte im Speerwurf. Drei Jahre später wurde die Mannschaft des damals noch Aplerbecker SC 09 genannten Vereins Vierter im 50-km-Gehen.

## Weitere Abteilungen
Weitere Abteilungen gibt es in den Sportarten Gymnastik, Mountainbike, Radsport, Schwimmen, Tischtennis, Volleyball, Wandern, Darts.